# Camerouns håndboldlandshold (herrer)
Camerouns håndboldlandshold for mænd er det mandlige landshold i håndbold for Cameroun. Det repræsenterer landet i internationale håndboldturneringer. De, vandt en sølvmedalje, ved afrikamesterskabet 1974, og en bronzemedalje i 1976. Det, vandt en sølvmedalje under de afrikanske lege 1987.

## Resultater

### Afrikamesterkabet i håndbold
- 1974:  Sølv
- 1976:  Bronze
- 1979: 5.- plads
- 1996: 7.- plads
- 1998: 9.- plads
- 2002: 5.- plads
- 2004: 5.- plads
- 2006: 9.- plads
- 2008: 7.- plads
- 2010: 10.- plads
- 2012: 7.- plads